# Sterling Hayden
Pour les articles homonymes, voir Hayden.
 (juin 2022).
Sterling Hayden est un acteur et écrivain américain né à Upper Montclair (New Jersey) le 26 mars 1916 et mort le 23 mai 1986 à Sausalito (Californie).

## Biographie
Il est le fils de George et Frances Walter qui lui donnent pour nom Sterling Relyea Walter. À la suite de la mort de son père il est adopté à l'âge de 9 ans par James Hayden qui le rebaptise Sterling Walter Hayden.
Sterling Hayden joue dans de nombreux films très admirés, comme Johnny Guitare (Johnny Guitar) ou Quand la ville dort (The Asphalt Jungle). Il a collaboré à deux reprises avec Stanley Kubrick (L'Ultime Razzia et Docteur Folamour). Il joue également le rôle du capitaine Mc Kluskey de la police new-yorkaise dans Le Parrain de Francis Ford Coppola.
L'Office of Strategic Services, ancêtre de la CIA, utilisait un vaste réseau d'agents secrets pendant la Seconde Guerre mondiale. Les Archives nationales américaines révèlent en 2008 des noms surprenants comme celui de Sterling Hayden, qui avait combattu aux côtés des partisans de Tito en Yougoslavie.
Il fut aussi amené à témoigner devant l'HUAC (House Un-American Activities Committee, l'organe du maccarthysme) qui l'interrogea principalement sur sa brève adhésion au Parti Communiste américain en 1945. Bien qu'affirmant ne se souvenir que du prénom de ses « camarades », il ne peut se dérober lorsqu'il s'agit d'admettre y avoir rencontré quelques personnes comme notamment Abraham Polonsky. Il fut inscrit sur la liste noire du cinéma. D'après John Berry, interviewé par Bertrand Tavernier, il comprend rapidement son erreur et va se poster devant la commission, brandissant une pancarte sur laquelle était écrit « Ne dites rien, ils sont ignobles ». En 2008, son rôle en Yougoslavie auprès des combattants de Tito est évoqué dans le roman noir de Roger Martin Jusqu'à ce que mort s'ensuive (Le Cherche midi, puis Pocket en 2013).
Il est l'auteur de deux ouvrages. Le premier, Wanderer, où, notamment, il revient sur la période de la "chasse aux sorcières", et exprime les terribles remords qui le rongent depuis lors. L'autre, Voyage, roman maritime sur fond de politique de presque 800 pages, où il livre, entre autres, sa conception du déclin du rêve américain, à la suite de la défaite de l'alliance populo-démocrate à l'élection présidentielle américaine de 1896.
Il fut marié à Madeleine Carroll de 1942 à 1946.
Il meurt d'un cancer de la prostate le 23 mai 1986.

## Filmographie
- 1941 : Virginia d'Edward H. Griffith : Norman Williams
- 1941 : Sous le ciel de Polynésie (Bahama Passage) d'Edward H. Griffith : Adrian
- 1947 : Ils étaient quatre frères (Blaze of Noon) de John Farrow : Tad McDonald
- 1947 : Hollywood en folie (Variety Girl) de George Marshall : lui-même
- 1949 : El Paso, ville sans loi (El Paso) de Lewis R. Foster : Bert Donner
- 1949 : L'Homme au chewing-gum (Manhandled) de Lewis R. Foster : Joe Cooper
- 1950 : Quand la ville dort (The Asphalt Jungle) de John Huston : Dix Handley
- 1951 : Journey into Light de Stuart Heisler : Révérend John Burrows
- 1952 : Les Flèches brûlées (Flaming Feather) de Ray Enright : Tex McCloud
- 1952 : Les Rivaux du rail (Denver and Rio Grande) de Byron Haskin : McCabe
- 1952 : Hellgate de Charles Marquis Warren : Gil Hanley
- 1952 : Le Faucon d'or (The Golden Hawk) de Sidney Salkow : Kit Gerardo aka The Hawk
- 1952 : L'Escadrille de l'enfer (Flat Top) de Lesley Selander : Commander Dan Collier
- 1952 : La Star (The Star) de Stuart Heisler : Jim Johannson alias Barry Lester
- 1953 : Kansas Pacific de Ray Nazarro : Capitaine John Nelson
- 1953 : Take Me to Town de Douglas Sirk : Will Hall
- 1953 : Mon grand (So Big) de Robert Wise : Pervis DeJong
- 1953 : Fighter Attack de Lesley Selander : Steve
- 1954 : Chasse au gang (Crime Wave) d'André de Toth : Lieutenant Sims
- 1954 : Prince Vaillant (Prince Valiant) d'Henry Hathaway : Sir Gawain
- 1954 : Le Défi des flèches (Arrow in the Dust) de Lesley Selander : Bart Lash
- 1954 : Johnny Guitare (Johnny Guitar) de Nicholas Ray : Johnny 'Guitar' Logan
- 1954 : Alibi meurtrier (Naked Alibi) de Jerry Hopper : Chief Joe Conroy
- 1954 : Je dois tuer (Suddenly) de Lewis Allen : Shériff Tod Shaw, Suddenly California
- 1955 : Top Gun de Ray Nazarro : Rick Martin
- 1955 : Battle Taxi de Herbert L. Strock : Capitaine Russ Edwards
- 1955 : La Loi du plus fort (Timberjack) de Joseph Kane : Tim Chipman
- 1955 : Amour, fleur sauvage (Shotgun) de Lesley Selander : Clay Hardin
- 1955 : Pavillon de combat (The Eternal Sea) de John H. Auer : Rear-Adm. John Madison Hoskins
- 1955 : Quand le clairon sonnera (The Last Command) de Frank Lloyd : Jim Bowie
- 1956 : Infamie (The Come On) de Russell Birdwell : Dave Arnold
- 1956 : L'Ultime Razzia (The Killing) de Stanley Kubrick : Johnny Clay
- 1957 : Meurtrière ambition (Crime of Passion) de Gerd Oswald : Lieutenant de police Bill Doyle
- 1957 : Le Miroir au secret (5 Steps to Danger) de Henry S. Kesler : John Emmett
- 1957 : Le Shérif de fer (The Iron Sheriff) de Sidney Salkow : Shériff Galt
- 1957 : Valerie de Gerd Oswald : John Garth
- 1957 : Gun Battle at Monterey de Sidney Franklin Jr. et Carl K. Hittleman : Jay Turner alias John York
- 1957 : À l'heure zéro (Zero hour!) de Hall Bartlett : Capitaine Martin Treleaven
- 1958 : Terreur au Texas (Terror in a Texas Town) de Joseph H. Lewis : George Hansen
- 1958 : Dix jours d'angoisse (Ten Days to Tulara) de George Sherman : Scotty
- 1964 : Docteur Folamour (Dr. Strangelove or: How I Learned to Stop Worrying and Love the Bomb) de Stanley Kubrick : Général Jack D. Ripper
- 1964 : Carol for Another Christmas (TV) de Joseph L. Mankiewicz : Daniel Grudge
- 1969 : Tendres Chasseurs (Ternos Caçadores) de Ruy Guerra : Allan
- 1969 : Hard Contract de S. Lee Pogostin : Michael Carlson
- 1970 : Loving d'Irvin Kershner : Lepridon
- 1971 : Le Saut de l'ange d'Yves Boisset : Mason / Custer
- 1972 : Le Parrain (The Godfather) de Francis Ford Coppola : Capitaine Mark McCluskey
- 1972 : Le Grand Départ de Martial Raysse : M. Nature / The Leader
- 1973 : Les Décimales du futur (The Final Programme) de Robert Fuest : Major Wrongway Lindbergh
- 1973 : Le Privé (The Long Goodbye) de Robert Altman : Roger Wade alias Billy Joe Smith
- 1974 : Mortelle rencontre (Deadly Strangers) de Sidney Hayers : Malcolm Robarts
- 1976 : Cipolla Colt d'Enzo G. Castellari : Henry 'Jack' Pullitzer
- 1976 : 1900 de Bernardo Bertolucci : Leo Dalco
- 1977 : Le Parrain (feuilleton TV) : Capitaine de police McCluskey
- 1978 : Le Roi des gitans (King of the Gypsies) de Frank Pierson : King Zharko Stepanowicz
- 1979 : Qui a tué le président ? (Winter Kills) de William Richert : Z.K. Dawson
- 1980 : The Outsider (en) de Tony Luraschi : Seamus Flaherty
- 1980 : Comment se débarrasser de son patron (Nine to Five) de Colin Higgins : Russell Tinsworthy
- 1981 : Gas de Les Rose : Duke Stuyvesant
- 1981 : Venin (Venom) de Piers Haggard : Howard Anderson
- 1982 : Les Bleus et les Gris (The Blue and the Gray) (feuilleton TV) d'Andrew V. McLaglen : John Brown

## Voix françaises
- Claude Bertrand dans :
  - Amour, fleur sauvage
  - L'Ultime Razzia
  - Le Miroir au secret
  - Venin

- Raymond Loyer dans :
  - Quand la ville dort
  - Johnny Guitare
  - Quand le clairon sonnera

- André Valmy dans :
  - 1900
  - Les Bleus et les Gris (mini-série)

et aussi :
- Jean-Henri Chambois dans El Paso, ville sans loi
- Claude Péran dans Prince Vaillant
- William Sabatier dans Docteur Folamour
- Julien Guiomar dans Le Parrain (1er doublage)
- Jacques Berthier dans Le Privé
- Edmond Bernard dans Les Décimales du futur
- Jean Violette dans Qui a tué le président ?
- Jean-Claude Michel dans Comment se débarrasser de son patron
- Patrick Floersheim dans Le Parrain (2e doublage)